# 烏留普河
烏留普河是俄羅斯的河流，屬於丘雷姆河的左支流，流经哈卡斯共和国、克拉斯諾亞爾斯克邊疆區和科麥羅沃州，河道全長230公里，流域面積5,300平方公里，河水主要來自雨水和融雪，每年十一月至翌年四月結冰。